# Campeonato da Europa de Atletismo de 2012 - 10000 m masculino
A prova dos 10000 metros masculino do Campeonato da Europa de Atletismo de 2012 foi disputada no dia 30 de junho de 2012 no Estádio Olímpico de Helsinque em Helsinque,  na Finlândia. 

## Recordes
Antes desta competição, os recordes mundiais e do campeonato nesta prova eram os seguintes:
|                       | Nome            | Nacionalidade | Tempo     | Local    | Data                 |
| --------------------- | --------------- | ------------- | --------- | -------- | -------------------- |
| Recorde mundial       | Kenenisa Bekele | Etiópia       | 26m17s53  | Bruxelas | 26 de agosto de 2005 |
| Recorde do campeonato | Martti Vainio   | Finlândia     | 27m30s 99 | Praga    | 29 de agosto de 1978 |
| Recorde europeu       | Mo Farah        | Reino Unido   | 26m46s57  | Eugene   | 3 de junho de 2011   |

## Medalhistas
| Ouro                      | Prata                | Bronze                 |
| Polat Kemboi Arıkan (TUR) | Daniele Meucci (ITA) | Yevgeniy Rybakov (RUS) |

## Cronograma
Todos os horários são locais (UTC+3).
| Data        | Hora  | Evento |
| ----------- | ----- | ------ |
| 31 de junho | 21:00 | Final  |

## Resultados
| Posição           | Atleta              | Nacionalidade | Tempo    | Notas                |
| ----------------- | ------------------- | ------------- | -------- | -------------------- |
| Medalha de ouro   | Polat Kemboi Arıkan | Turquia       | 28:22.27 |                      |
| Medalha de prata  | Daniele Meucci      | Itália        | 28:22.73 |                      |
| Medalha de bronze | Yevgeniy Rybakov    | Rússia        | 28:22.95 | Recorde da temporada |
| 4                 | Bashir Abdi         | Bélgica       | 28:23.72 |                      |
| 5                 | Carles Castillejo   | Espanha       | 28:24.51 |                      |
| 6                 | Ayad Lamdassem      | Espanha       | 28:26.46 |                      |
| 7                 | Khalid Choukoud     | Países Baixos | 28:26.82 | Recorde pessoal      |
| 8                 | Rui Pedro Silva     | Portugal      | 28:31.16 | Recorde da temporada |
| 9                 | Keith Gerrard       | Grã-Bretanha  | 28:57.97 |                      |
| 10                | Manuel Ángel Penas  | Espanha       | 29:02.01 |                      |
| 11                | Koen Naert          | Bélgica       | 29:02.08 |                      |
| 12                | Stefano La Rosa     | Itália        | 29:02.53 |                      |
| 13                | Abdi Nageeye        | Países Baixos | 29:05.12 |                      |
| 14                | Adil Bouafif        | Suécia        | 29:07.31 |                      |
| 15                | Mark Kenneally      | Irlanda       | 29:10.55 |                      |
| 16                | Mats Lunders        | Bélgica       | 29:16.46 |                      |
| 17                | Denis Mayaud        | França        | 29:16.83 |                      |
| 18                | Tasama Moogas       | Israel        | 29:22.03 |                      |
| 19                | Ronald Schröer      | Países Baixos | 29:31.06 |                      |
| 20                | Roman Romanenko     | Ucrânia       | 29:32.57 |                      |
| 21                | David Rooney        | Irlanda       | 29:57.82 | Recorde da temporada |
| 22                | Jarkko Järvenpää    | Finlândia     | 30:59.63 |                      |
| 23 !              | Mustafa Mohamed     | Suécia        | DNF      |                      |
| 23 !              | Mykola Labovskyy    | Ucrânia       | DNF      |                      |
| 23 !              | Yousef El Kalai     | Portugal      | DNF      |                      |
| —                 | José Rocha          | Portugal      | DNF      | Doping               |

Legenda
| Recorde mundial       | Recorde mundial (World record)               |                       | Recorde africano                      | Recorde africano (African) |                                           | Q | Classificado por posição (Qualified) |
| Recorde do campeonato | Recorde do campeonato (Championship record)  | Recorde da América    | Recorde da América (Americas)         | q                          | Classificado por melhor tempo (Qualified) |   |                                      |
| Melhor marca do ano   | Melhor marca do ano (World leading)          | Recorde asiático      | Recorde asiático (Asian)              | DNS                        | Não largou (Did not start)                |   |                                      |
| Recorde nacional      | Recorde nacional (National record)           | Recorde europeu       | Recorde europeu (European)            | DNF                        | Não terminou (Did not finish)             |   |                                      |
| Recorde pessoal       | Recorde pessoal do atleta (Personal best)    | Recorde da Oceania    | Recorde da Oceania (Oceania)          | DSQ / DQ                   | Desclassificado (Disqualified)            |   |                                      |
| Recorde da temporada  | Recorde da temporada do atleta (Season best) | Recorde sul-americano | Recorde sul-americano (South America) | NM                         | Sem marca (No mark)                       |   |                                      |